# Martha Graham
Martha Graham (Pittsburgh, 11 de maig de 1894 — Manhattan, Nova York, 1 d'abril de 1991) va ser una ballarina i coreògrafa estatunidenca considerada com una de les grans pioneres de la dansa contemporània.
La seva carrera es perllongà durant setanta anys i va ser la primera ballarina a actuar a la Casa Blanca dels Estats Units, la primera també en ser ambaixadora cultural i en rebre el reconeixement civil més important dels Estats Units, la Medalla de la Llibertat.

## Biografia
Martha Graham nasqué a Pittsburgh, Pennsilvània el 1894, filla d'un psiquiatre i una descendent del moviment religiós del Puritanisme. Va tenir molta influència sobre el compositor Louis Horst, el qual li va escriure diverses partirures.
La seva companyia de dansa, la Martha Graham Dance Company és la més antiga dels Estats Units.

## Referències

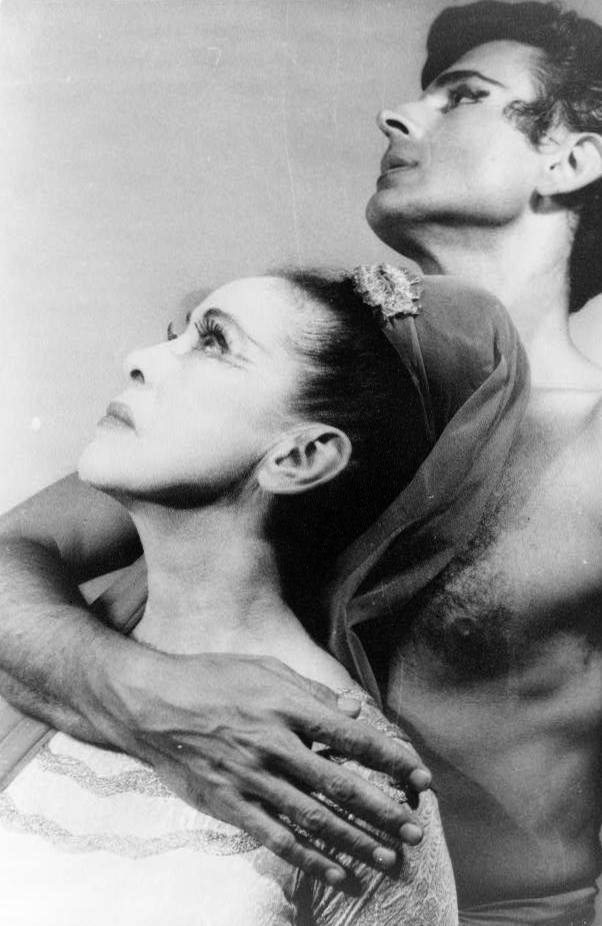
Martha Graham i Bertram Ross